# All Out (2020)
All Out 2020 fue la segunda edición del All Out, el evento pago por visión de lucha libre profesional producido por la empresa estadounidense All Elite Wrestling. Tuvo lugar el 5 de septiembre de 2020 en el Daily's Place en Jacksonville, Florida.
Se disputaron once partidos en el evento, incluidos dos en el pre-show de The Buy In. En el evento principal, Jon Moxley derrotó a MJF para retener el Campeonato Mundial de AEW. En el penúltimo partido, Orange Cassidy derrotó a Chris Jericho en un partido de Mimosa Mayhem. En otros combates destacados, FTR (Cash Wheeler y Dax Harwood) derrotaron a Kenny Omega y Adam Page para ganar el Campeonato Mundial en Parejas de AEW, Hikaru Shida retuvo el Campeonato Mundial Femenino de AEW en un combate interpromocional contra Thunder Rosa de la National Wrestling Alliance (NWA) y Matt Hardy derrotó a Sammy Guevara en un partido de Broken Rules.
El evento estaba originalmente programado para llevarse a cabo en el Sears Center, en Hoffman Estates, Illinois, al igual que se llevó a cabo la edición anterior de All Out. Sin embargo, el gobernador de Illinois, J. B. Pritzker, emitió una proclamación de desastre, el equivalente estatal a un estado de emergencia, desde el 9 de marzo, que prohibió las grandes reuniones públicas debido a la pandemia de COVID-19 que afectó al estado. Desde entonces, AEW ha trasladado sus eventos a Jacksonville desde mayo.
El 20 de agosto, AEW anunció que todos los eventos que continúan realizándose en las instalaciones del TIAA Bank Field (incluido Daily's Place) se llevarán a cabo con espectadores presentes, con un límite de aproximadamente 825 espectadores (15% de la capacidad) en el anfiteatro al aire libre. Este fue el primer PPV importante de lucha libre profesional norteamericana que se llevó a cabo con espectadores que pagaban desde el comienzo de la pandemia.

## Producción
En agosto de 2019, All Elite Wrestling (AEW) celebró un evento de pago por visión (PPV) titulado All Out. El evento fue una continuación del espectáculo All In producido independientemente en septiembre de 2018, un evento que condujo a la fundación de AEW en enero de 2019.
Mientras que el presidente y CEO de AEW, Tony Khan, había declarado que habría un segundo evento All Out, no se anunció oficialmente hasta el 23 de mayo de 2020 en el evento Double or Nothing, donde se anunció un segundo espectáculo All Out el 5 de septiembre de 2020, lo que estableció a All Out como un evento anual para AEW.

## Antecedentes
El 29 de julio en Dynamite, MJF clasificado #1, que está invicto en la competencia individual, comenzó una campaña al estilo de las elecciones presidenciales para convertirse en el próximo Campeón Mundial de AEW y celebró un "discurso sobre el estado de la industria". Dijo que es hora de una nueva guardia y que la vieja guardia [Moxley] estaba fallando como líder para predicar con el ejemplo; y que lideraría AEW durante los próximos 25 años. MJF terminó el discurso desafiando al Campeón Mundial de AEW, Jon Moxley, a una pelea por el título en All Out. Unos días después, se anunció que MJF se enfrentará al ganador de un combate por el título entre Moxley y el clasificado número 5, Darby Allin, por el título en All Out. El 5 de agosto en Dynamite, a pesar de que MJF lo atacó con el cinturón de campeonato durante la lucha, Moxley derrotó a Allin para retener el campeonato, lo que significa que MJF se enfrentará a Moxley por el título en All Out.
En la noche 2 del Fyter Fest, Chris Jericho derrotó a Orange Cassidy. Cassidy luego quería una revancha con Jericho, quien finalmente aceptó después de repetidos ataques de Cassidy, incluyendo manchar su chaqueta blanca con jugo de naranja. Después de un debate entre los dos que fue presentado por Eric Bischoff, los dos tuvieron su revancha en el episodio de Dynamite que ganó Cassidy. La semana siguiente, Jericho dijo que, dado que estaban empatados, necesitaban tener un combate más y desafió a Cassidy a un combate de Mimosa Mayhem en All Out, que se puede ganar por pinfall, sumisión o arrojando a tu oponente en una tina de Mimosa. Después de que Cassidy aceptó el desafío, Jericho y el resto de The Inner Circle lo atacaron.
El 22 de agosto en Dynamite, la Campeona Mundial Femenina de la NWA, Thunder Rosa, apareció por primera vez en AEW y desafió a Hikaru Shida a una lucha por el Campeonato Mundial Femenino de AEW en All Out, diciendo que quería traer algo de respeto a la división femenina de AEW. Luego se confirmó más tarde en el programa que Shida defenderá el título contra Rosa en All Out.
El 22 de agosto en Dynamite, se anunciaba que cuatro equipos participarían en un Tag Team Gauntlet Match en la siguiente edición del programa para determinar quién desafiará a los Campeones Mundiales en Parejas de AEW, "Hangman" Adam Page y Kenny Omega, a un combate por el título en All Out. El 27 de agosto en Dynamite, FTR (Cash Wheeler & Dax Harwood) ganó el combate Gauntlet eliminando por última vez a Best Friends (Chuck Taylor & Trent) para ganar el combate por el título en All Out. The Natural Nightmares (Dustin Rhodes & QT Marshall) y The Young Bucks (Matt Jackson y Nick Jackson) también participaron en el combate Gauntlet. Durante el combate, Adam Page traicionó a los Young Bucks al evitar que Nick Jackson rompiera un alfiler con Matt Jackson. The Young Bucks, a su vez, lo sacaron de The Elite, del cual el socio de Page, Kenny Omega, todavía es miembro.
El 27 de agosto en Dynamite, se anunció que el Casino Battle Royale de 21 hombres, presentado por primera vez en el evento del año anterior, volvería a ocurrir en All Out, y el ganador recibirá un combate por el título en el futuro por el Campeonato Mundial de AEW. Durante el mismo episodio, Darby Allin, Lance Archer, Brian Cage, Ricky Starks, Pentagón Jr., Rey Fénix, The Butcher & The Blade y Eddie Kingston fueron anunciados como los primeros nueve participantes, y los doce participantes restantes aún no se han confirmado.

## Resultados
Entre paréntesis, se indica el tiempo de cada combate.
- The Buy In: Joey Janela (con Sonny Kiss) derrotó a Serpentico (con Luther) (7:35).
  - Janela cubrió a Serpentico después de un «Diving Elbow Drop».
  - Durante la lucha, Luther interfirió a favor de Serpentico, mientras que Kiss interfirió a favor de Janela.
- The Buy In: Private Party (Isiah Kassidy & Marq Quen) derrotaron a The Dark Order (Alex Reynolds & John Silver) (10:25).
  - Kassidy cubrió a Silver después de un «Gin & Juice».
- Big Swole derrotó a Dr. Britt Baker D.M.D (con Rebel) en un Tooth & Nails Match (10:00).
  - Swole ganó la lucha después de que Baker no pudiera levantarse antes de la cuenta de 10 después de anestesiarla en una silla de dentista.
  - Durante la lucha, Rebel interfirió a favor de Baker.
- The Young Bucks (Matt Jackson & Nick Jackson) derrotaron a Jurassic Express (Jungle Boy & Luchasaurus) (con Marko Stunt) (14:50).
  - Matt cubrió a Jungle Boy después de un «BTE Trigger».
  - Durante la lucha, Stunt interfirió a favor de Jurassic Express.
- Lance Archer ganó el 21-Men Casino Battle Royale y ganó una oportunidad por el Campeonato Mundial de AEW (22:15).
  - Archer eliminó finalmente a Eddie Kingston, ganando la lucha.
- Matt Hardy derrotó a Sammy Guevara en un Broken Rules Match (9:00).
  - Hardy ganó la lucha después de que Guevara no pudiera levantarse antes de la cuenta de 10 después de lanzarlo desde la estructura metálica hacia una plataforma.
  - Si Hardy perdía, hubiera tenido que abandonar la empresa.
- Hikaru Shida derrotó a Thunder Rosa y retuvo el Campeonato Mundial Femenino de AEW (16:57).
  - Shida cubrió a Rosa después de un «Three Count».
  - El Campeonato Mundial Femenino de la NWA de Rosa no estuvo en juego.
- The Natural Nightmare (Dustin Rhodes & QT Marshall), Matt Cardona & Scorpio Sky (con Brandi Rhodes & Allie) derrotaron a The Dark Order (Brodie Lee, Colt Cabana, Evil Uno & Stu Grayson) (con Anna Jay) (15:10).
  - Dustin cubrió a Cabana con un «Roll-Up».
  - Durante la lucha, Jay interfirió a favor de The Dark Order, mientras que Brandi y Allie interfierieron a favor de The Natural Nightmare.
- FTR (Cash Wheeler & Dax Harwood) (con Tully Blanchard) derrotaron a Kenny Omega & "Hangman" Adam Page y ganaron el Campeonato Mundial en Parejas de AEW (29:40).
  - Wheeler cubrió a Page después de un «The Mindbreaker».
- Orange Cassidy derrotó a Chris Jericho en un Mimosa Mayhem Match (15:15).
  - Cassidy ganó la lucha después de arrojar a Jericho a un tanque de mimosa con un «Orange Punch».
- Jon Moxley derrotó a MJF (con Wardlow) y retuvo el Campeonato Mundial de AEW (23:40).
  - Moxley cubrió a MJF después de un «Paradigm Shift» mientras el árbitro no veía.
  - Durante la lucha, Wardlow interfirió a favor de MJF.
  - Moxley tenía prohibido usar el «Paradigm Shift» durante la lucha.

## Casino Battle Royale entrada y eliminaciones
Cinco luchadores comenzaron el combate. Cada tres minutos, entraban cinco luchadores más. El 21º y último participante entró solo.
| Baraja    | Entranda            | Orden | Eliminado por   | Eliminaciones |
| --------- | ------------------- | ----- | --------------- | ------------- |
| Tréboles  | Trent?              | 9     | Archer          | 1             |
| Tréboles  | Christopher Daniels | 2     | Hager           | 0             |
| Tréboles  | Jake Hager          | 6     | Kiss            | 1             |
| Tréboles  | The Blade           | 1     | Hobbs           | 0             |
| Tréboles  | Rey Fénix           | 4     | Allin           | 0             |
| Diamantes | Frankie Kazarian    | 12    | The Butcher     | 1             |
| Diamantes | Will Hobbs          | 16    | Archer          | 1             |
| Diamantes | Chuck Taylor        | 5     | Santana y Ortiz | 0             |
| Diamantes | Santana             | 8     | Trent?          | 1             |
| Diamantes | Ortiz               | 10    | Archer          | 1             |
| Corazones | Billy               | 3     | Cage            | 0             |
| Corazones | Penta El Zero M     | 11    | Kazarian        | 0             |
| Corazones | Ricky Starks        | 13    | Allin           | 0             |
| Corazones | Brian Cage          | 17    | Archer          | 3             |
| Corazones | Darby Allin         | 14    | Cage            | 2             |
| Espadas   | Shawn Spears        | 15    | Sydal           | 0             |
| Espadas   | Eddie Kingston      | 20    | Archer          | 1             |
| Espadas   | The Butcher         | 18    | Sydal           | 1             |
| Espadas   | Sonny Kiss          | 7     | Cage            | 1             |
| Espadas   | Lance Archer        | -     | Ganador         | 5             |
| Joker     | Matt Sydal          | 19    | Kingston        | 2             |

## Otros roles
Comentaristas en español
- Alex Abrahantes
- Dasha Gonzalez
- Willie Urbina

Comentaristas en inglés
- Excalibur - estuvo en el The Buy In
- Jim Ross
- Tony Schiavone - estuvo en el The Buy In

Entrevistadores
- Alex Marvez

Anunciadores
- Justin Roberts

Árbitros
- Aubrey Edwards
- Bryce Remsburg
- Earl Hebner
- Paul Turner
- Rick Knox